# Maria Santissima della Fonte
Maria Santissima della Fonte, meglio conosciuta come Madonna della Fonte, è un'Icona bizantina protettrice di Conversano e della diocesi di Conversano-Monopoli (insieme a Maria Santissima della Madia).

## Storia
Si racconta che il vescovo di Conversano Simplicio in una missione in Africa contro i seguaci dell'Arianesimo, su incarico di Papa Felice III, salvò l'icona dall'incendio di un tempio cristiano in Africa durante la persecuzione. Al ritorno la barca era diretta verso la spiaggia di Polignano ma il forte vento che per ben due volte allontanò la barca dall'approdo previsto, costrinse a cambiare rotta e così la sacra icona approdò sulla spiaggia di Cozze, una località marina vicino a Conversano dove accorsero molti fedeli conversanesi che in processione la portarono a Conversano. Il vento che costrinse a cambiare rotta verso Cozze fu interpretato come un segno di volontà della Madonna che aveva scelto di proteggere Conversano e così diventò protettrice di Conversano.

## Incoronazione
L'8 maggio 2013 la Madonna è stata benedetta e incoronata da Papa Francesco. La celebrazione è stata seguita da moltissimi fedeli, tra cui conversanesi, nella Basilica di San Pietro.